# Pure (The Jesus Lizard)
Pure è l'EP di debutto del gruppo alternative rock statunitense The Jesus Lizard, pubblicato nel 1989 dalla Touch and Go Records.
La copertina dell'EP è opera del bassista della band David Wm. Sims. Si tratta dell'unico disco dei Jesus Lizard ad essere stato registrato con l'utilizzo di una drum machine. Il batterista Mac McNeilly entrò nella band poco tempo dopo l'incisione dell'EP.
La traccia Blockbuster è cantata su disco da David Wm. Sims e venne reinterpretata dai The Melvins, con David Yow alla voce, sull'album The Crybaby.

## Tracce
- Tutti i brani sono opera dei The Jesus Lizard, eccetto dove indicato.

1. Blockbuster - 3:30
2. Bloody Mary - 1:59
3. Rabid Pigs - 2:09
4. Starlet - 2:42
5. Breaking Up Is Hard to Do (Happy Bunny Goes Fluff-Fluff Along) - 3:52

## Formazione
- Duane Denison - chitarra
- David Wm. Sims - basso, voce in Blockbuster
- David Yow - voce